# Gubernaculum
Gubernáculo (en latín, gubernaculum; en plural, gubernacula) era un símbolo clásico asociado con el remo de dirección de un barco romano haciendo referencia al buen gobierno. Esta imagen se podría reforzar con la proa (rostrum) de una nave (representación del Estado gobernado), una victoria o un lábaro.
La palabra española gobierno está relacionada con la palabra. El término también se asocia con el constitucionalismo medieval inglés. 

## Historia clásica
Las distintas partes del antiguo timón se distinguían con los siguientes nombres: ansa, la empuñadura; clavus, el eje; pinna, la pala. Habitualmente la embarcación romana mostraba en la popa dos gubernacula, distribuidos en cada alero. 
Se dice que el famoso barco Tessarakonteres o "Cuarenta" tenía cuatro timones. En la Biblia, se hace referencia al barco de Pablo de Tarso, que naufragó en Malta, al que le cortaron los timones (plural)

## Descripción clásica
Son varias las divinidades, como Tritones y Venus, que se han representado con un gubernaculum. Aun así, se asocia más frecuentemente con Fortuna ya que, junto con la cornucopia, se la representa a menudo sosteniendo este elemento. La correspondiente divinidad griega Tique también se muestra regularmente con un gubernaculum. Hay abundantes representaciones de Fortuna sosteniendo el gubernaculum en monedas, pinturas, altares y estatuas o estatuillas.
Fortuna se representa en alrededor de 1000 monedas romanas diferentes que generalmente sostienen un gubernaculum.

Una estatuilla de arenisca de Fortuna, el dios romano de la suerte, el destino, la fortuna fue encontrada en Castlecary y ahora se puede encontrar en el Museo Hunterian en Glasgow, Escocia.

Representaciones artísticas
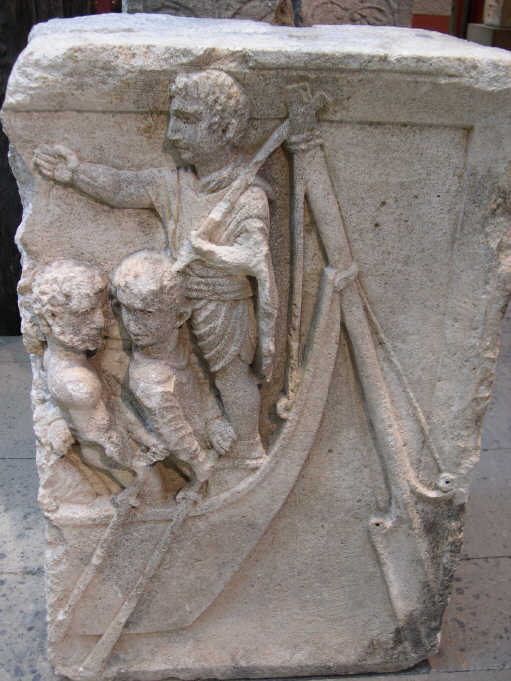
Timón de embarcación romana (Museo romano-germánico Colonia, Alemania)
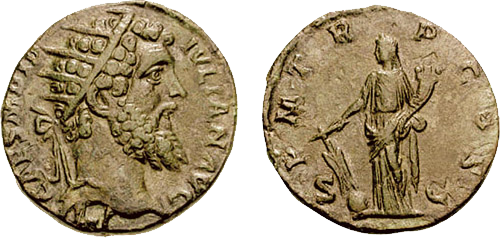
Dupondio Fortuna con gubernaculum
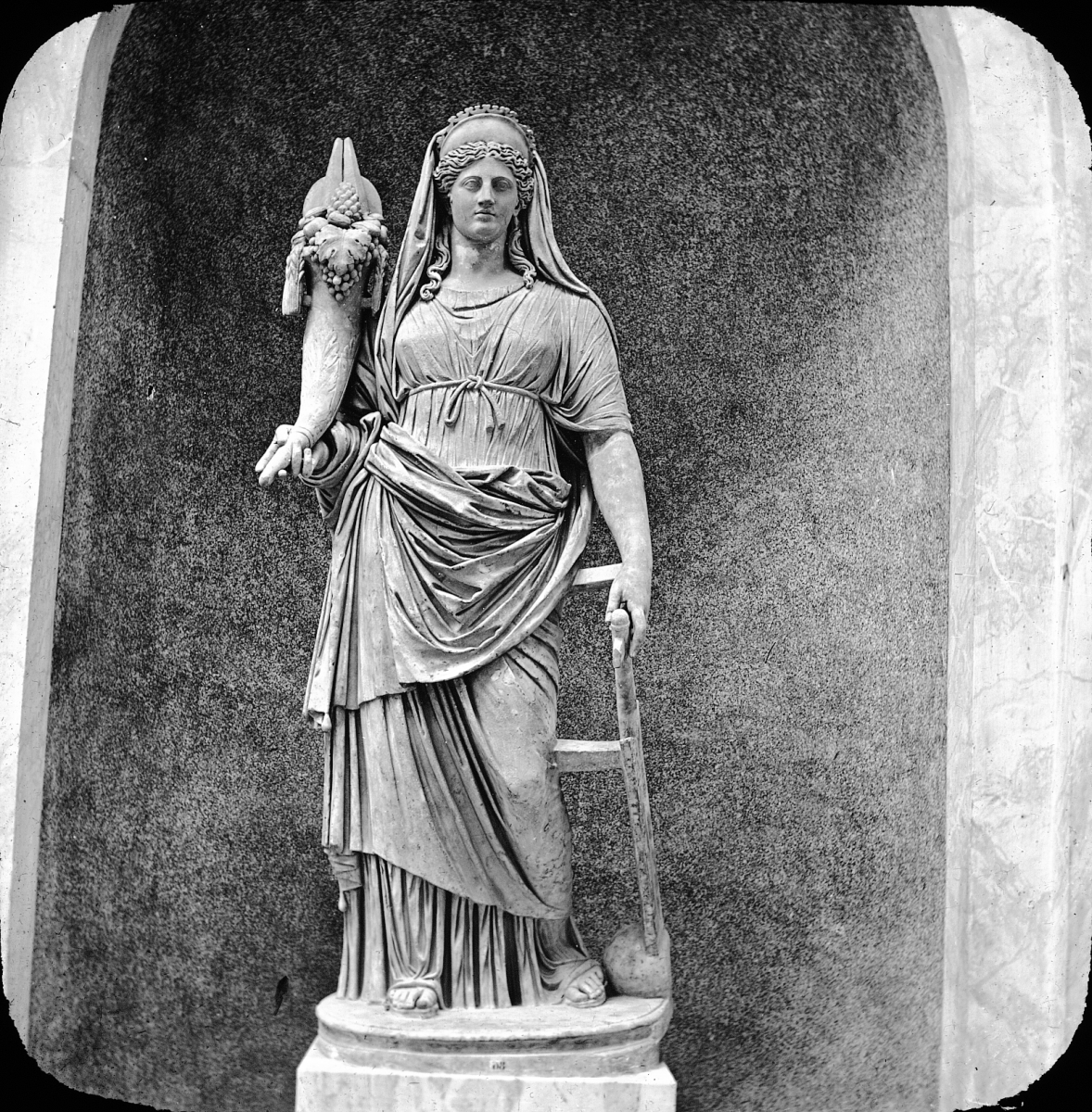
Estatua vaticana de Fortuna manejando su gubernaculum
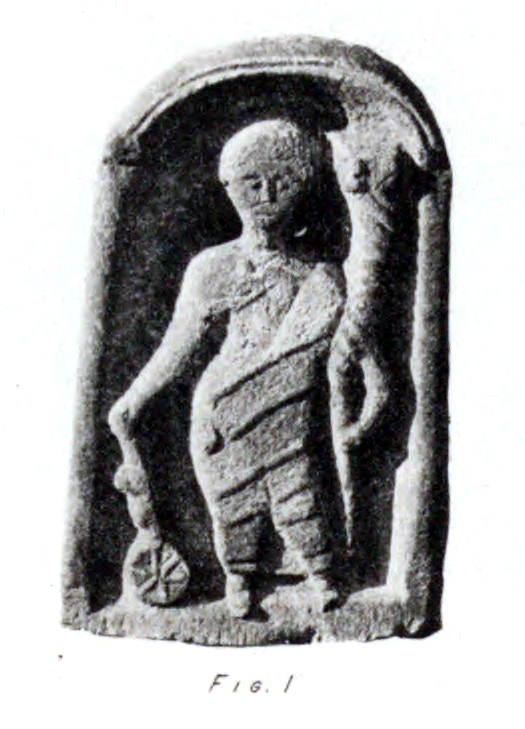
Estatuilla de Fortuna[13] la divinidad romana, con gubernaculum (timón de barco),[14] Rota Fortunae (rueda de la fortuna) y cornucopia (cuerno de la abundancia) hallado cerca del  altar de Castlecary in 1771.

## Simbolismo y significado

### Mitología clásica
En la mitología, el timón es un elemento que la diosa puede manejar y representa el control de las volubles fortunas de la vida. Platón utilizó en su República la metáfora de hacer girar la Nave del Estado con un timón. 

### Religión
En el libro bíblico de la Carta de Santiago, el autor compara la lengua con el timón de un barco que, aunque físicamente pequeño, hace grandes alardes. (Carta de Santiago, 3, 4)

### Política
Dentro del constitucionalismo inglés medieval surge la distinción en el siglo XIII de los conceptos iurisdictio y gubernaculum establecidos por el clérigo jurista Henry de Bracton en el siglo XIII. La caracterización de ambos vendría marcado por la separación en «dos esferas de poderes públicos» donde la iurisdictio se focaliza en un «ámbito de derechos privados en el que el poder de gobierno no tiene prerrogativas soberanas» estando al mismo tiempo «protegido por la posible acción de los tribunales», mientras que el gubernaculum, en oposición al anterior, se focaliza en «el ámbito de gobierno», en las «prerrogativas de gobierno, sobre el cual los tribunales no tienen ninguna competencia y hacia el cual los ciudadanos no pueden hacer valer ningún derecho.»